# ميخائيل أوكونور (لاعب كرة قدم)
ميخائيل أوكونور (بالإنجليزية: Michael O'Connor)‏ (6 أكتوبر 1987 في المملكة المتحدة - ) هو لاعب كرة قدم أيرلندي شمالي في مركز الوسط. شارك مع منتخب أيرلندا الشمالية تحت 17 سنة لكرة القدم ومنتخب أيرلندا الشمالية تحت 19 سنة لكرة القدم ومنتخب أيرلندا الشمالية تحت 21 سنة لكرة القدم ومنتخب إيرلندا الشمالية لكرة القدم من الدرجة الثانية ‏ ومنتخب أيرلندا الشمالية لكرة القدم. أما مع النوادي، فقد لعب مع بورت فايل وسكونثورب يونايتد ونادي روذرهام يونايتد ونادي كرو ألكساندرا ولينكولن سيتي أف سي.

## وصلات خارجية
- ميخائيل أوكونور على موقع الاتحاد الدولي (مؤرشف)  (الإنجليزية)
- ميخائيل أوكونور على موقع الاتحاد الأوربي (الإنجليزية)
- ميخائيل أوكونور على موقع قاعدة بيانات كرة القدم.إي يو (الإنجليزية)
- ميخائيل أوكونور على موقع ناشيونال فوتبول تيمز (الإنجليزية)
- ميخائيل أوكونور على موقع Soccerbase.com (لاعب) (الإنجليزية)